# Szugita Ami
Szugita Ami (杉田 亜未; Hepburn: Sugita Ami) (Kanagava prefektúra, 1992. március 14. –) japán válogatott labdarúgó.

## Klub
2014 óta az Iga FC Kunoichi csapatának játékosa, ahol 101 bajnoki mérkőzésen lépett pályára és 27 gólt szerzett.

## Nemzeti válogatott
2014-ben debütált a japán válogatottban. A japán válogatott tagjaként részt vett a 2014-es Ázsia-kupán. A japán válogatottban 6 mérkőzést játszott.

## Statisztika
| Japán válogatott | Japán válogatott | Japán válogatott |
| Időszak          | Mérk.            | gól              |
| ---------------- | ---------------- | ---------------- |
| 2014             | 1                | 0                |
| 2015             | 3                | 2                |
| 2016             | 1                | 0                |
| 2017             | 1                | 0                |
| Összesen         | 6                | 2                |

## Sikerei, díjai
Japán válogatott
- Ázsia-kupa:  Arany; 2014